# Mirror Ball
Mirror Ball är ett album från 1995 med Neil Young och Pearl Jam. Eddie Vedder, Pearl Jams sångare, var dock knappt med under inspelningen utan planerade och genomförde under perioden en turné ihop med Dave Grohl.
Albumet spelades in med Pearl Jams dåvarande producent, Brendan O'Brien. Skivbolaget Pearl Jam låg på misstyckte dock till att de skulle spela in en skiva med Young och deras namn fanns därför ej med på skivomslaget. Två av låtarna som spelades in kom inte med på skivan, dessa släpptes senare på EP:n Merkin Ball av Pearl Jam.
Albumet följdes av en turné, dock utan Eddie Vedder.

## Låtlista
Samtliga låtar skrivna av Neil Young, om annat inte anges.
1. "Song X" - 4:40
2. "Act of Love" - 4:54
3. "I'm the Ocean" - 7:05
4. "Big Green Country" - 5:08
5. "Truth Be Known" - 4:39
6. "Downtown" - 5:10
7. "What Happened Yesterday" - 0:46
8. "Peace and Love" (Neil Young, Eddie Vedder) - 7:02
9. "Throw Your Hatred Down" - 5:45
10. "Scenery" - 8:50
11. "Fallen Angel" - 1:15

## Medverkande
- Neil Young - sång, elgitarr, akustisk gitarr, tramporgel
- Jeff Ament - bas
- Stone Gossard - elgitarr
- Jack Irons - trummor
- Mike McCready - elgitarr
- Brendan O'Brien - elgitarr, piano, sång
- Eddie Vedder - sång